# Design Museum Brussels
Het ADAM - Brussels Design Museum, voorheen het Art & Design Atomium Museum, is een designmuseum gevestigd op de Heizelvlakte te Brussel. Het werd officieel geopend op 11 december 2015 en herbergt o.a. de Collectie Philippe Decelle.

## Tentoonstellingen

### Permanente tentoonstelling
De permanente collectie van het museum wordt gevormd door de verzameling plastic designobjecten van Philippe Decelle. Deze bevat een 3000-tal objecten, waarvan er zo’n 500 tentoongesteld worden. Er zijn onder andere werken te bezichtigen van Joe Colombo, Maurice Calka, Verner Panton, Eero Aarnio, Pierre Paulin en Philippe Starck.

### Tijdelijke tentoonstellingen
- Eames & Hollywood[3] (10 maart 2016 - 10 september 2016)
- Artview#4 (21 april 2016 - 31 augustus 2016)
- Intersections#4 (16 september 2016 - 5 februari 2017)

## Gebouw
In 2012 uitte de stad Brussel de intentie om het nieuwe designmuseum te vestigen in het voormalige atelier van Christophe Coppens, gelegen in de Dansaertwijk, meer bepaald op de Nieuwe Graanmarkt. Uiteindelijk werd gekozen voor een plek in de gebouwen van Trade Mart, die ontworpen werden door John Portman. De inrichting van museum werd tot stand gebracht door architectenbureau LHOAS & LHOAS in samenwerking met Thierry  Belenger en Alexandra Midal. De belangrijkste buitentrap die toegang geeft tot het museum is van de hand van Jean Nouvel.